# Yitzhak Navon
Yitzhak Rahamim Navon (in ebraico: יצחק נבון; Gerusalemme, 9 aprile 1921 – Gerusalemme, 6 novembre 2015) è stato un politico, diplomatico, scrittore, drammaturgo ed educatore israeliano, presidente di Israele dal 1978 al 1983. Navon è stato il primo presidente israeliano di origine sefardita e il primo nato nel Paese, dove la sua famiglia risiedeva da secoli. Tutti i suoi predecessori erano ebrei ashkenaziti nati nell'Impero russo.

## Biografia
Yitzhak Navon è nato nel 1921 in una famiglia sefardita. I suoi antenati paterni erano ebrei spagnoli che si erano stabiliti in Turchia dopo che gli ebrei furono espulsi dalla Spagna. Suo padre emigrò in Palestina nel 1870. Gli antenati da parte di madre discendevano dal cabalista marocchino Chayim ben Moses Attar. La madre, nata in Marocco, arrivò a Gerusalemme nel 1884.
Navon ha studiato letteratura ebraica e svolto studi arabi e islamici all'Università Ebraica di Gerusalemme. Ha quindi lavorato come insegnante. Dal 1946 al 1948 prestò servizio nella sezione araba dell'Haganah Intelligence Service. Dopo la fondazione di Israele nel 1948, ha lavorato come diplomatico presso le ambasciate in Uruguay e in Argentina.

## Carriera politica

### Segretario di Sharett e Ben-Gurion

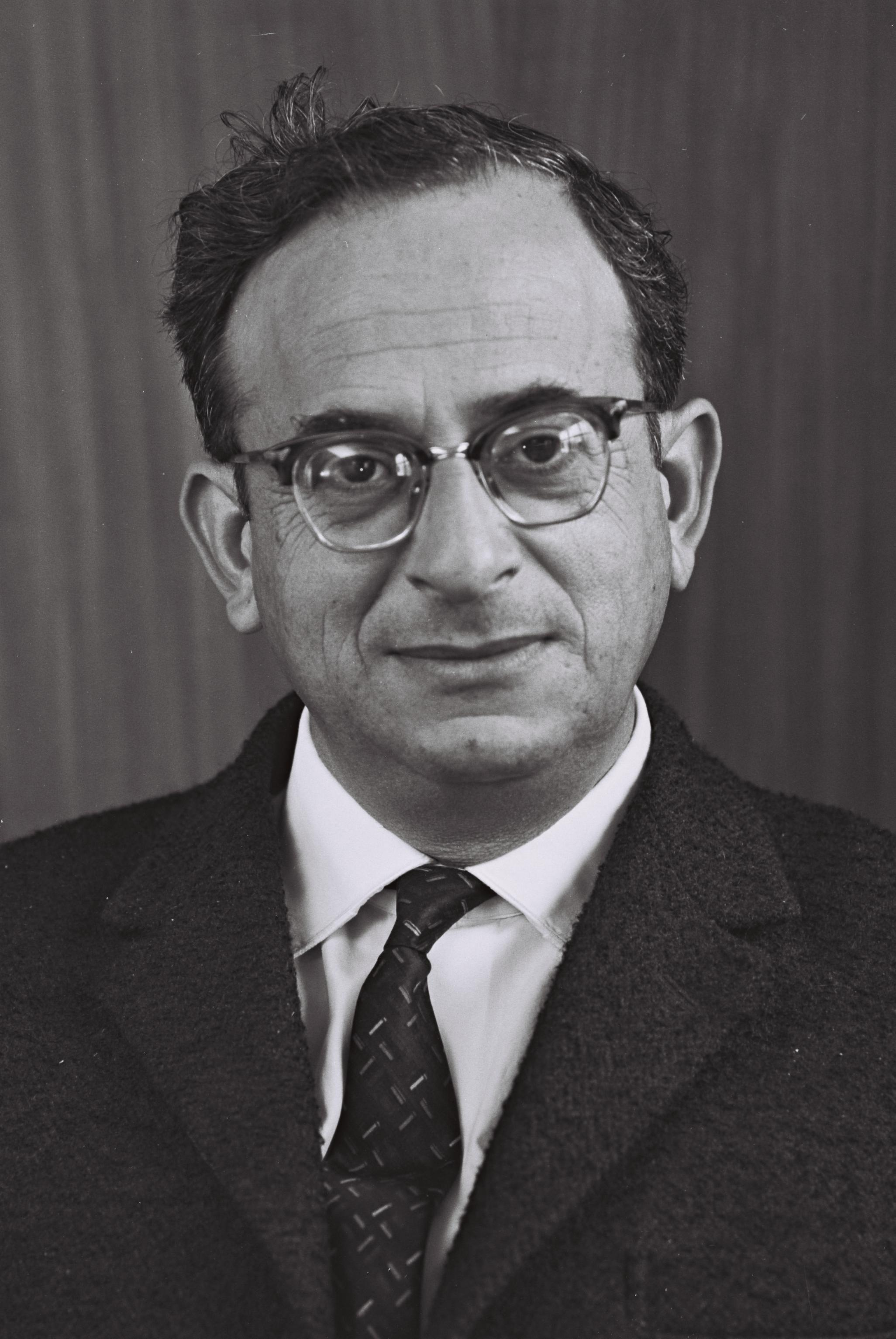
Ytzhak Navon nel 1965

Nel 1950 tornato in Israele, lavorò come segretario di Moshe Sharett, il primo ministro degli esteri israeliano. Nel 1951 entrò a far parte del Mapai (Partito Laburista Israeliano) e nello stesso anno divenne segretario politico del primo ministro David Ben-Gurion. Dal 1952 al 1953 e dal 1955 al 1963 fu capo di gabinetto di Ben-Gurion. Ricoprì questo incarico anche quando Moshe Sharett fu primo ministro dal 1953 al 1955. Con Ben-Gurion passò dal Mapai al Rafi. Nel 1963 divenne direttore del Ministero dell'istruzione e condusse con successo una campagna contro l'analfabetismo  in Israele, che colpiva circa il 12% della popolazione ebraica.
Nel 1965 Navon fu eletto alla Knesset per il Rafi e nello stesso anno ne divenne suo vicepresidente.

### Presidente di Israele
Nel 1978, Navon fu eletto quinto presidente del suo paese. La nomina è stata incontrastata e Navon ha ricevuto 86 voti 
alla Knesset con 23 membri che hanno votato in bianco. Ha assunto l'incarico il 29 maggio 1978 ed è stato il primo presidente con bambini piccoli a trasferirsi a Beit HaNassi, la residenza presidenziale di Gerusalemme. Sua moglie, Ofira, fu attiva nel promuovere il benessere dei bambini israeliani. Nel novembre 1980 è stato il primo presidente israeliano a visitare l'Egitto per cinque giorni. Sebbene la carica di presidente sia principalmente di natura rappresentativa, dopo il massacro di Sabra e Shatila del 1982 da parte dei falangisti libanesi, ha sostenuto la nomina di una commissione giudiziaria d'inchiesta. Dopo la scadenza del suo mandato, ha deciso di non ricandidarsi alla presidenza, ma di tornare ad essere attivo in politica.

### Vice primo ministro e ministro dell'istruzione
Dal 1984 al 1988 è stato vice primo ministro e dal 1984 al 1990 ministro dell'istruzione e della cultura.

### Carriera letteraria

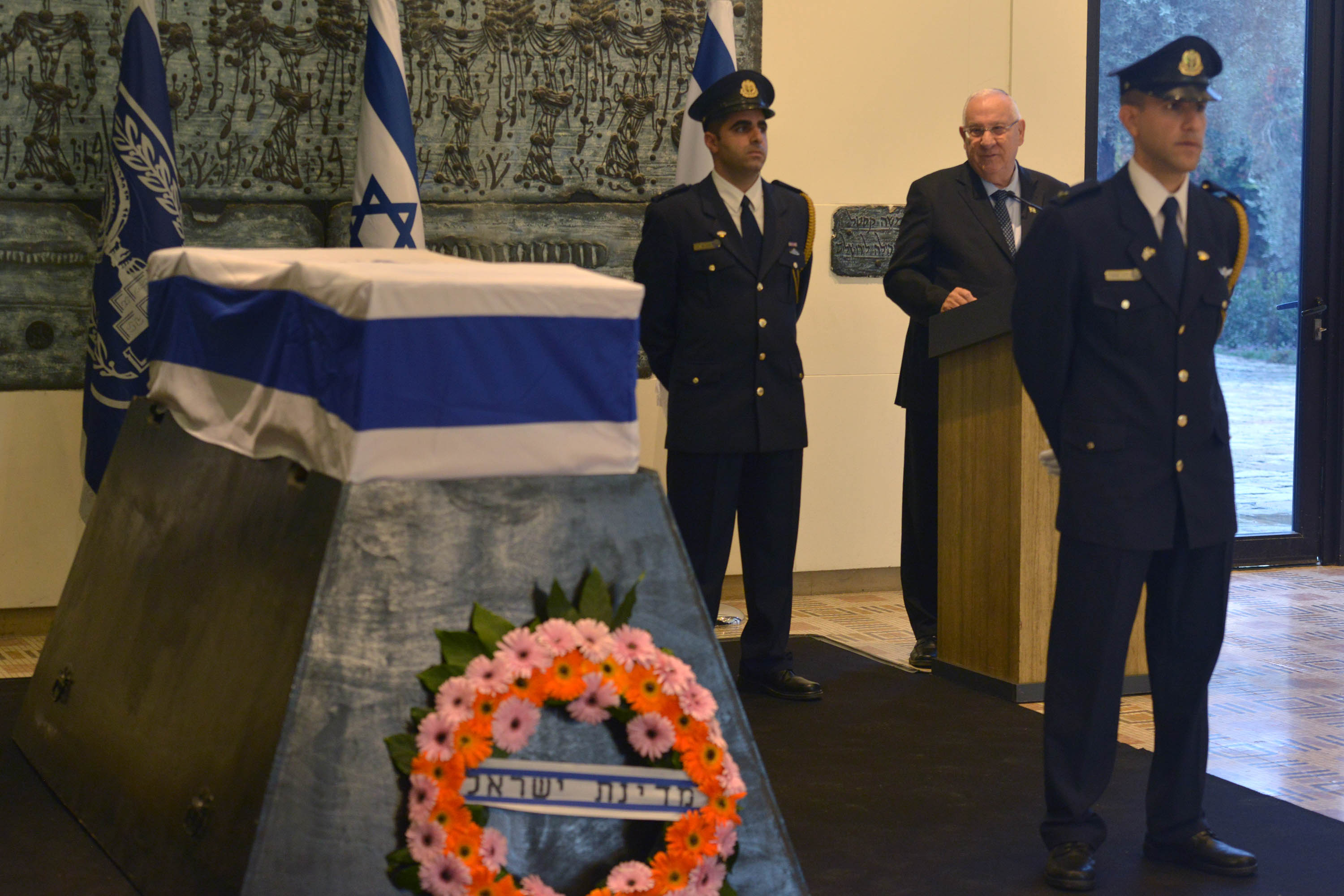
Il funerale di Yitzhak Navon

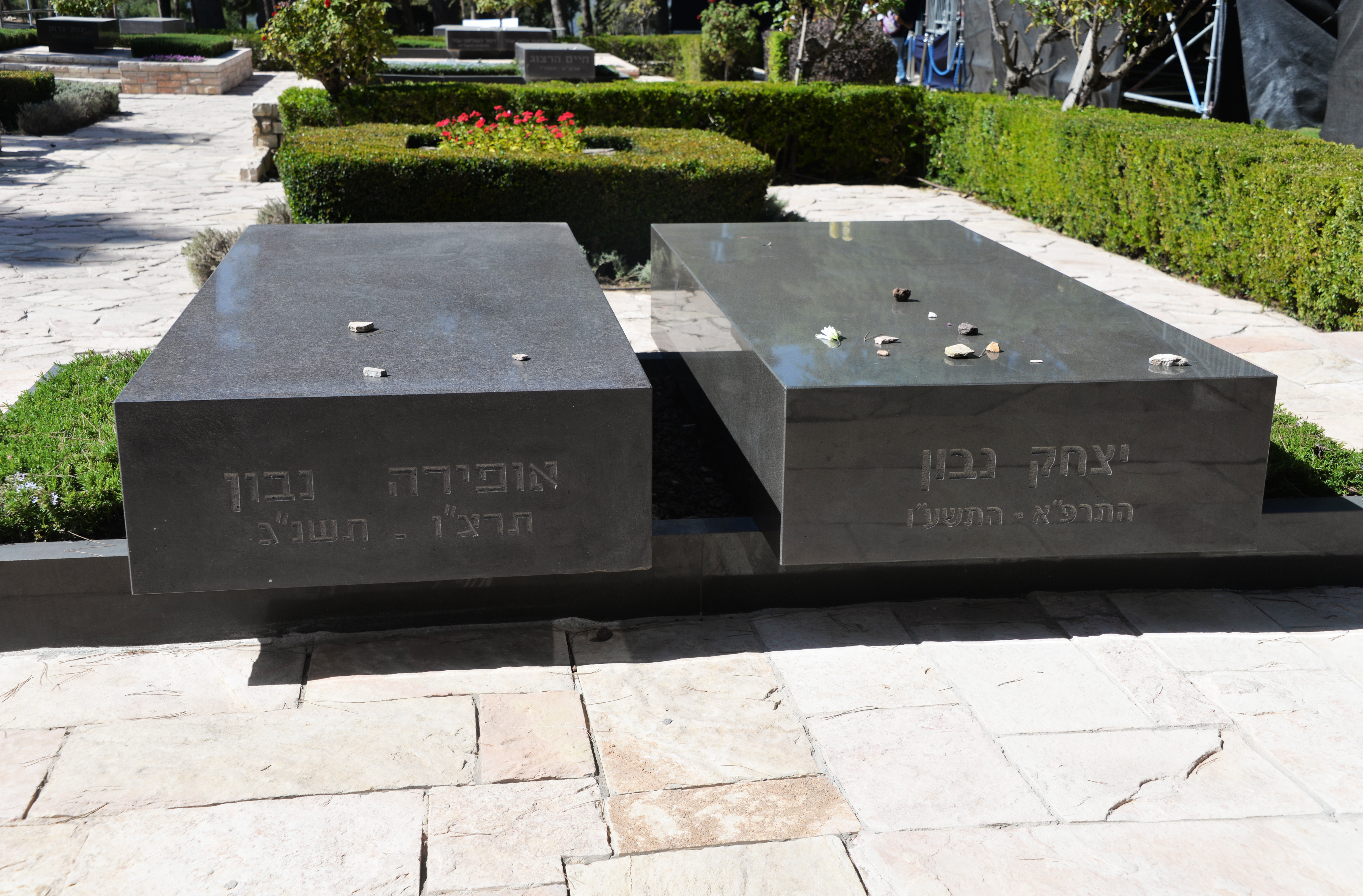
Le lapidi di Yitzhak e Ofira Navon nella "sezione dei grandi della nazione" sul monte Herzl a Gerusalemme, 3 ottobre 2016

Navon ha scritto due musical basati sul folklore sefardita: Romancero Sefardi (1968) e Bustan Sefardi ("Giardino sefardita" 1970), che sono stati rappresentati con successo all'Habimah, il teatro nazionale israeliano di Tel Aviv. È anche l'autore di The Six Days and the Seven Gates (1979), una leggenda moderna della riunificazione di Gerusalemme, pubblicata per la prima volta in ebraico dalla Shikmona Publishing Company e successivamente tradotta in inglese.

### Morte
Navon è morto a Gerusalemme all'età di 94 anni il 6 novembre 2015.

## Vita privata

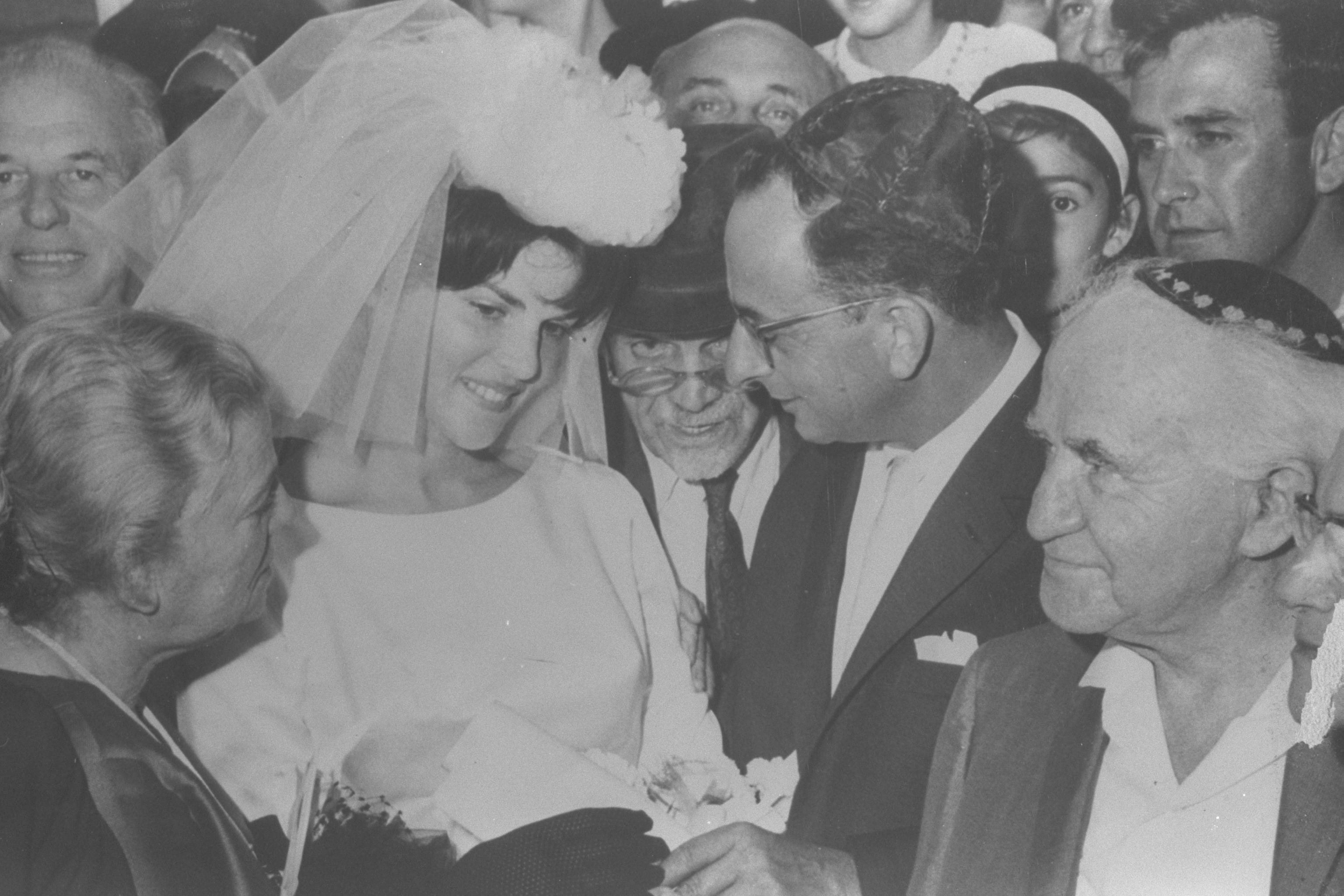
Il giorno del matrimonio di Ofira e Yitzhak Navon, il 25 giugno 1963. A destra, il primo ministro David Ben-Gurion

Navon era sposato con Ofira Navon nata Resnikov, morta di cancro nel 1993. Avevano un figlio, Erez, e una figlia adottiva, Naama. 

## Premi e riconoscimenti
- Nel 2003, il governo spagnolo ha assegnato a Navon un premio a Herzliya.[3]

- La stazione di Gerusalemme Yitzhak Navon nel centro di Gerusalemme, in Israele, prende il nome da Navon e onora la sua storia nel paese. La stazione è un luogo di incontro di persone provenienti da tutto il paese e turisti, che hanno bisogno di un treno veloce per raggiungere diverse città in Israele. *